# 3531 Cruikshank
3531 Cruikshank је астероид главног астероидног појаса са средњом удаљеношћу од Сунца која износи 2,622 астрономских јединица (АЈ).
Апсолутна магнитуда астероида је 12,9.